# Bring Up the Bodies
Bring Up the Bodies  é um romance histórico de Hilary Mantel e a sequela do premiado Wolf Hall. É a segunda parte de uma trilogia planejada que representa a ascensão e queda de Thomas Cromwell, o poderoso ministro na corte do Rei Henrique VIII. Bring Up the Bodies ganhou o Prêmio Man Booker  e o Prémio Costa em 2012. Será seguido por The Mirror and the Light.

## Enredo
Bring Up the Bodies começa pouco depois da conclusão de Wolf Hall. O Rei e Thomas Cromwell, que é agora Secretário Mestre do Conselho Privado do Rei, são os convidados da família Seymour em sua mansão, Wolf Hall. O rei compartilha momentos privados com Joana Seymour, e começa a se apaixonar por ela. Sua actual rainha, Ana Bolena, não conseguiu dar-lhe um herdeiro masculino. Seu relacionamento é tormentoso, às vezes amoroso e às vezes caracterizado por brigas acesas. Por fim, o Rei conta a Cromwell em particular: "Não posso viver como tenho vivido". Cromwell entende que isso significa que o Rei está cansado de uma esposa que não lhe dá paz nem um filho e quer que o seu casamento com ela acabe. Cromwell promete ao rei que ele encontrará uma maneira legal de fazer isso acontecer.
Sempre o negociador, Cromwell tenta negociar uma dissolução voluntária do casamento com Anna através de seu pai, o Conde de Wiltshire e de seu irmão o Visconde de Rochford . O Conde está disposto a negociar, mas Lord Rochford é intransigente.
Cromwell faz perguntas entre as senhoras e senhores que estão perto de Anna e ouve mais e mais rumores de que ela foi adúltera. O músico Mark Smeaton e a cunhada de Anne, Lady Rochford, são particularmente úteis para transmitir rumores. Ele determina a construção de um caso contra a Anne e consegue fazê-lo, em última análise, garantindo testemunhos prejudiciais suficientes para que ela seja presa e julgada por acusações de pena capital. O Rei parece muito disposto a ver Anne destruída pois servirá os seus propósitos. Sempre consciente de que algumas das pessoas mais próximas de Anne contribuiram para a ruína do seu antigo mentor, o Cardinal Wolsey, Cromwell aproveita a oportunidade para derrubá-las também. No final, Ana e vários de seus confidentes, inclusive o irmão, são julgados e executados. Cromwell está ciente de que nem todas as provas contra eles são verdadeiras, mas ele está disposto a fazer o que é necessário para servir o Rei (e se vingar de Wolsey), e tendo iniciado o processo, ele deve levá-lo ate ao fim, se ele mesmo quiser sobreviver . À medida que o Rei se concentra em um novo casamento com Joana Seymour, Cromwell é recompensado por seus esforços com um baronato e a sua posição como o principal assessor do rei parece certa.

## Adaptações
Em Janeiro de 2013, a Royal Shakespeare Company (RSC) anunciou que iria produzir adaptações de Wolf Hall e Bring Up the Bodies por Mike Poulton na sua temporada de inverno. A produção transferiu-se para o Teatro Aldwych de Londres em Maio de 2014 para uma exibição limitada até Outubro.
Uma série de televisão de seis partes da BBC, Wolf Hall, uma adaptação dos livros Wolf Hall e Bring Up the Bodies, protagonizada por Mark Rylance, Damian Lewis e Jonathan Pryce foi exibida no Reino Unido em Janeiro de 2015  e nos Estados Unidos em Abril de 2015.

## Prémios e Nomeações
- Vencedor – 2012 Prémio Man Booker
- Vencedor – 2012 Prémio Costa (Romance)
- Vencedor – 2012 Prémio Costa (Livro do Ano)
- Vencedor – 2012 Prémio Salon
- Nomeado  – 2013 Prémio Walter Scott de ficção histórica